# Norbert Fruck
Norbert Fruck (* 28. Dezember 1957 in Hamborn) ist ein ehemaliger deutscher Fußballspieler.
Nach seinem Schulabschluss lernte er Elektriker und spielte zunächst bis 1973 im Nachwuchs von Hamborn 07. Sodann stand er von 1973 bis 1983 in Reihen des MSV Duisburg. In den Spielzeiten 1983/84 bis 1985/86 absolvierte er 44 Bundesligaspiele für Eintracht Frankfurt. Dabei erzielte er zwei Tore. Es folgte eine Saison bei der SG Wattenscheid 09. Weitere Stationen waren bis 1990 TuS Hornau, der SV Bernbach, in der Saison 1990/91 die SpVgg Bad Homburg und 1991/92 bei Germania 94 Frankfurt. Von 1992 bis 1994 gehörte er dem Kader Germania Dörnigheims an. Anschließend war er von 1994 bis 1996 für KEWA Wachenbuchen tätig. Als letzter Verein seiner aktiven Laufbahn ist abermals Germania Dörnigheim verzeichnet, wo er zwischen 1996 und 1998 als Spielertrainer wirkte.

## Karriere
Er bestritt für die oben genannten Vereine insgesamt 173 Bundesligaspiele, wobei er 14 Tore schoss. Außerdem erzielte er 6 Treffer in 43 Zweitligaspielen.